# Black Act
Il Black Act (9 Geo. 1 c. 22) fu un decreto del Parlamento di Gran Bretagna approvato nel 1723 durante il regno di Giorgio I in risposta ad una serie di raid compiuti da bracconieri noti come "Blacks". Nati in seguito allo scoppio della bolla della South Sea Company e alle difficili condizioni economiche che seguirono, i Blacks presero il nome dall'abitudine di annerirsi il volto durante le azioni di bracconaggio. Le loro attività, ben organizzate e prova di un aperto odio sociale, portarono all'introduzione del Black Act il 26 aprile 1723; l'entrata in vigore della nuova legge fu il 27 maggio successivo. Prevedeva l'introduzione della pena di morte per più di cinquanta reati, tra cui l'essere trovati nascosti in una foresta. In seguito a una serie di riforme nel diritto penale, venne quasi completamente abolito l'8 luglio 1823, con l'approvazione di una nuova legge sostenuta da Robert Peel.